# کریم حبیب
کریم حبیب (انگلیسی: Karim Habib؛ زادهٔ ۱۹۷۰) طراح خودرو اهل کانادا است.

## طراحی خودروهای شاخص
- ب‌ام‌و سری ۷ (اف۰۱)
- ب‌ام‌و ایکس۶
- ب‌ام‌و ایکس۳
- ب‌ام‌و سری ۵ (ای۶۰)
- کیا اپتیما
- کیا کی۸